# Asakawa
Asakawa (jap. 浅川町 Asakawa-machi) – miasto w Japonii, na wyspie Honsiu, w prefekturze Fukushima. Według danych na rok 2020 miejscowość zamieszkiwało 6 036 mieszkańców , a gęstość zaludnienia wyniosła 161,3 os./km².